# 天龍村

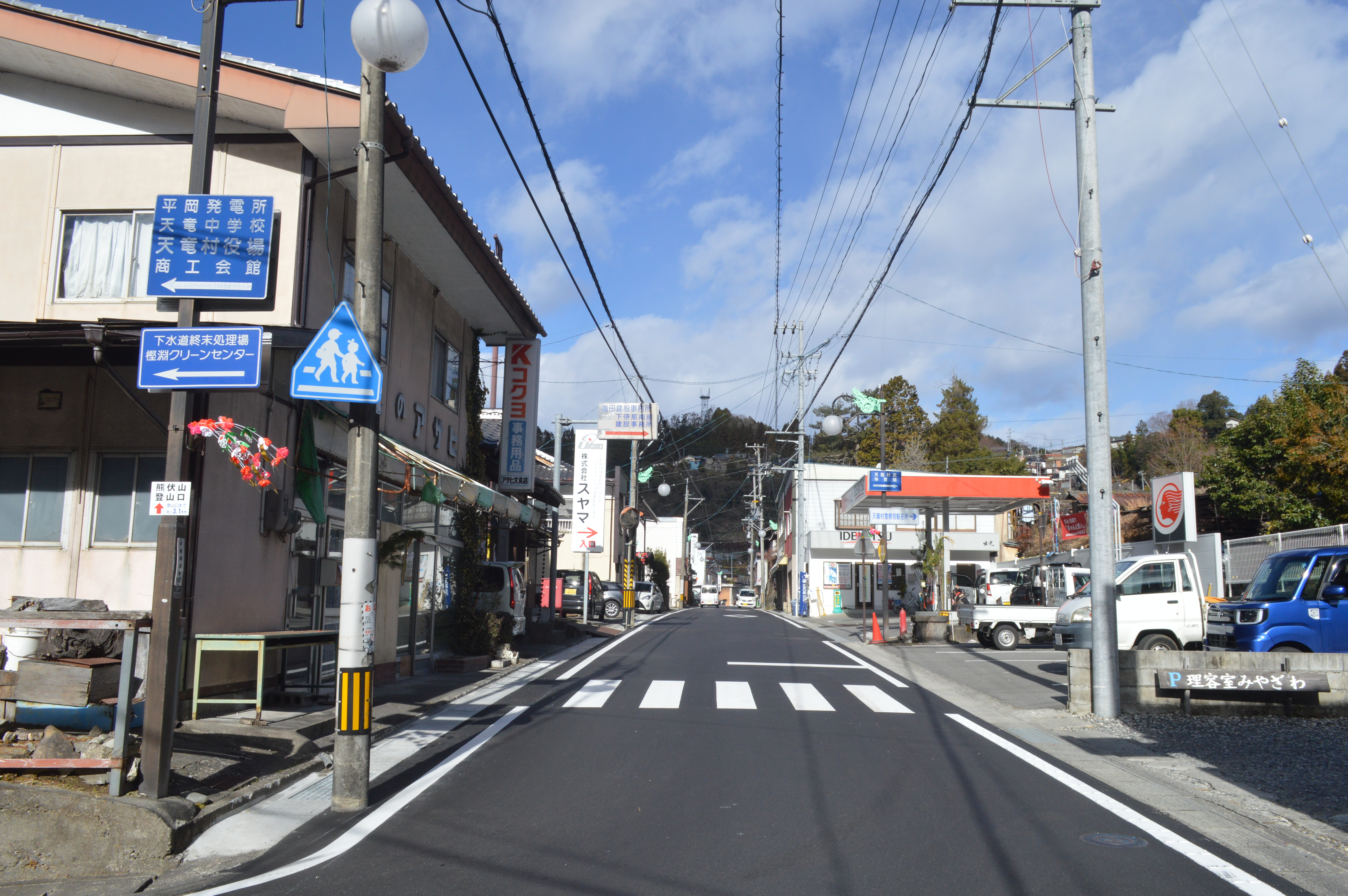
天龍村中心部

天龍村（てんりゅうむら）は、長野県下伊那郡に属する村。長野県の南端部にある。

## 地理

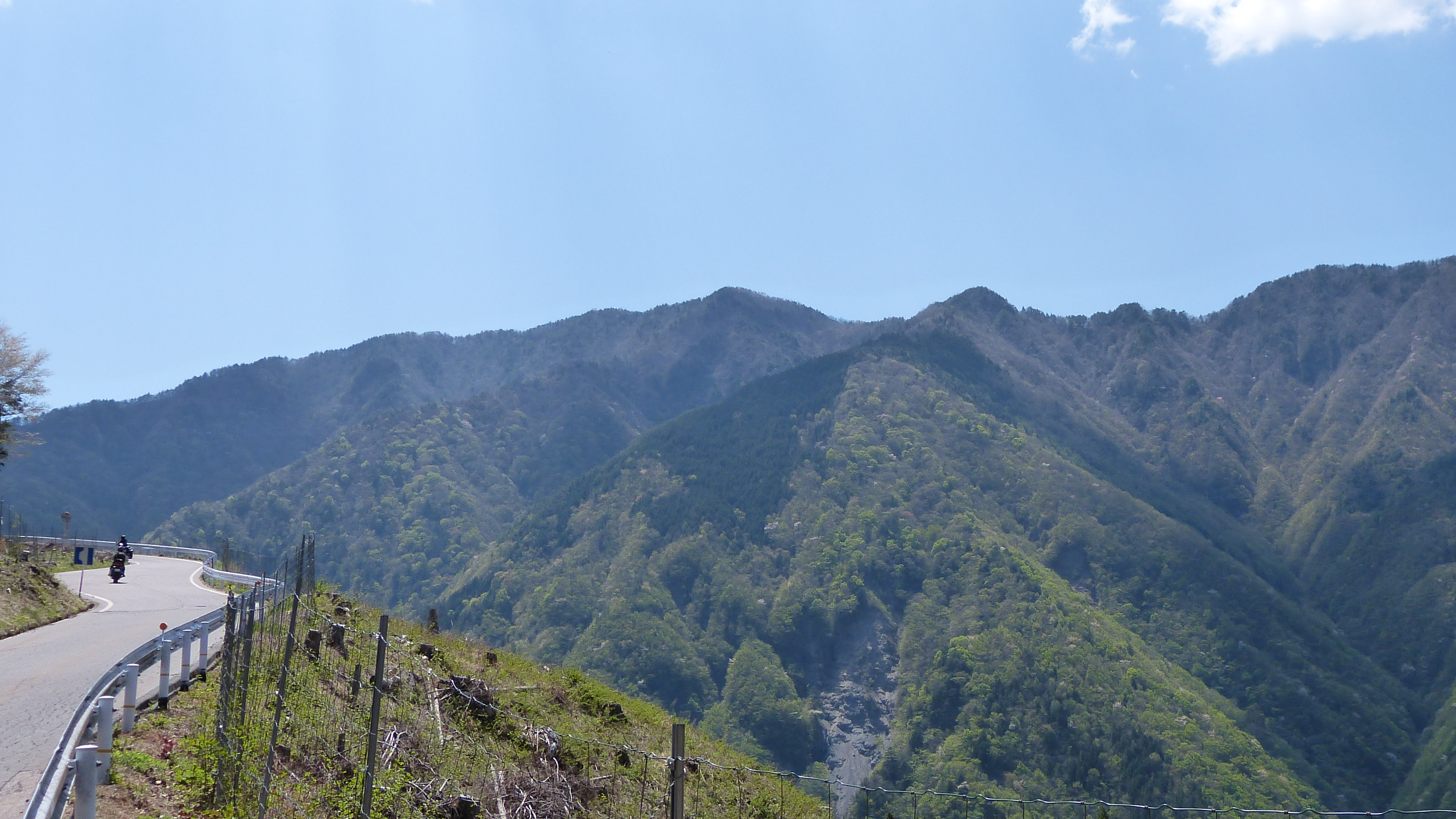
天龍村最高峰の熊伏山

長野県の南端部にあり、村の南側は愛知県と静岡県に接している。東西に11.4km、南北に9.9kmの不整形をなし、東に熊伏山を最高峰にして四囲が800メートル級の山に囲まれた面積108.9平方キロメートルの純山村である。村の中央を天竜川が南流しており、その支流が造るV字渓谷の中に集落が点在する。
長野県で最も温暖な土地であり、いち早く梅や桜が開花することから、「信州に春を告げる村」をキャッチフレーズとしており、年総雨量が2200ミリメートルを越えるやや沿海型に近い気候となっている。しかし、天竜川から離れるに従って標高差からの温度変化は目立ち、自然植生に近い環境からも他種類の植物に恵まれている。また、ブッポウソウ等の飛来繁殖地でもあり、イノシシなどの哺乳動物の生息種類も多く、豊かな自然に恵まれている。
地形は、中央構造線の西側にあり、ほとんどが急峻であり、領家帯の花崗片磨岩質と変成岩帯が分布している。

### 地形
山地
- 熊伏山

河川
- 天竜川
- 和知野川
- 遠山川
- 早木戸川

湖沼
- 平岡ダム

### 地区
- 平岡：天竜川を基準に東側に位置する旧平岡村
- 神原：天竜川を基準に西側に位置する旧神原村。1875年（明治8年）に坂部村・長沼松島村・福島村・向方村の4村が合併して誕生。標高700メートル付近の比較的広く起伏の少ない地勢に小集落が点在している。「向方のお潔めまつり」や「大河内の池大社のまつり」が有名。
- 坂部：天龍村最南端に位置する旧坂部村。1352年（文和元年）に新田義貞の一子を名乗る熊谷次郎太貞直が開郷した。12代目当主の直遐が編纂した熊谷家伝記は中世以降の生活を知るための珍書と柳田国男が讃えたことで有名である。坂部の冬祭りが有名。

郵便番号
- 平岡:399-1201
- 神原:399-1202
- 長島:399-1203

市外局番
- 村内全域で「0260」

### 人口
| |                                        |  |
| 天龍村と全国の年齢別人口分布（2005年） | 天龍村の年齢・男女別人口分布（2005年） |  |
| ■紫色 ― 天龍村 ■緑色 ― 日本全国 | ■青色 ― 男性 ■赤色 ― 女性              |  |
| 天龍村（に相当する地域）の人口の推移 \| 1970年（昭和45年） \| 4,222人 \| \| \| 1975年（昭和50年） \| 3,739人 \| \| \| 1980年（昭和55年） \| 3,389人 \| \| \| 1985年（昭和60年） \| 3,051人 \| \| \| 1990年（平成2年） \| 2,822人 \| \| \| 1995年（平成7年） \| 2,445人 \| \| \| 2000年（平成12年） \| 2,239人 \| \| \| 2005年（平成17年） \| 2,002人 \| \| \| 2010年（平成22年） \| 1,657人 \| \| \| 2015年（平成27年） \| 1,365人 \| \| \| 2020年（令和2年） \| 1,178人 \| \| |                                        |  |
| 総務省統計局 国勢調査より |                                        |  |
| 1970年（昭和45年） | 4,222人                                |  |
| 1975年（昭和50年） | 3,739人                                |  |
| 1980年（昭和55年） | 3,389人                                |  |
| 1985年（昭和60年） | 3,051人                                |  |
| 1990年（平成2年） | 2,822人                                |  |
| 1995年（平成7年） | 2,445人                                |  |
| 2000年（平成12年） | 2,239人                                |  |
| 2005年（平成17年） | 2,002人                                |  |
| 2010年（平成22年） | 1,657人                                |  |
| 2015年（平成27年） | 1,365人                                |  |
| 2020年（令和2年） | 1,178人                                |  |

### 隣接している自治体・行政区
長野県
- 飯田市
- 下伊那郡阿南町
- 下伊那郡泰阜村

愛知県
- 北設楽郡豊根村

静岡県
- 浜松市（天竜区）

## 歴史

### 沿革
- 1956年（昭和31年）9月30日 - 下伊那郡平岡村、神原村が新設合併して天龍村が発足。

平岡ダムや佐久間ダムの完成により変貌を遂げた天竜川のかつての姿を偲んで命名された。

## 行政
歴代村長
- 村長：永嶺誠一 （2016年11月就任）

議会
- 村議会：定数8人

少子高齢化
天龍村では少子高齢化が深刻な問題となっている。2018年1月1日時点の人口動態調査によると、65歳以上（老年人口）の割合は60.19%だった。これは群馬県南牧村に次いで全国の自治体で2番目に高く、老年人口比率が50%を超える限界自治体である。
村内では経営者の高齢化により生鮮食品を扱う商店が減少したため、村は2022年（令和4年）にミニスーパー「満島屋」をオープンさせ、阿南ショッピングセンター協業組合のグループ会社であるナピカランドが指定管理者として運営している。

## 施設

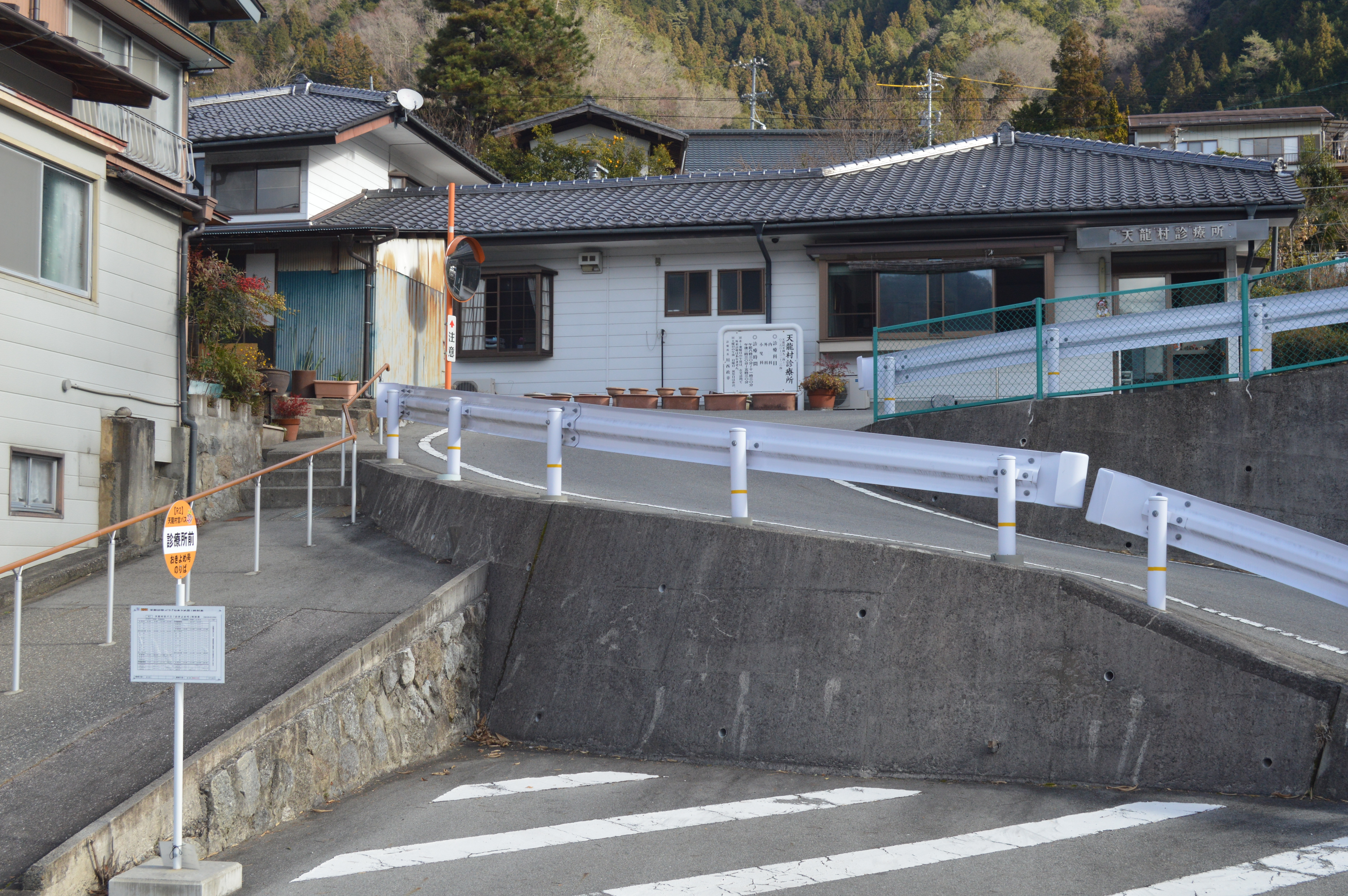
天龍村診療所

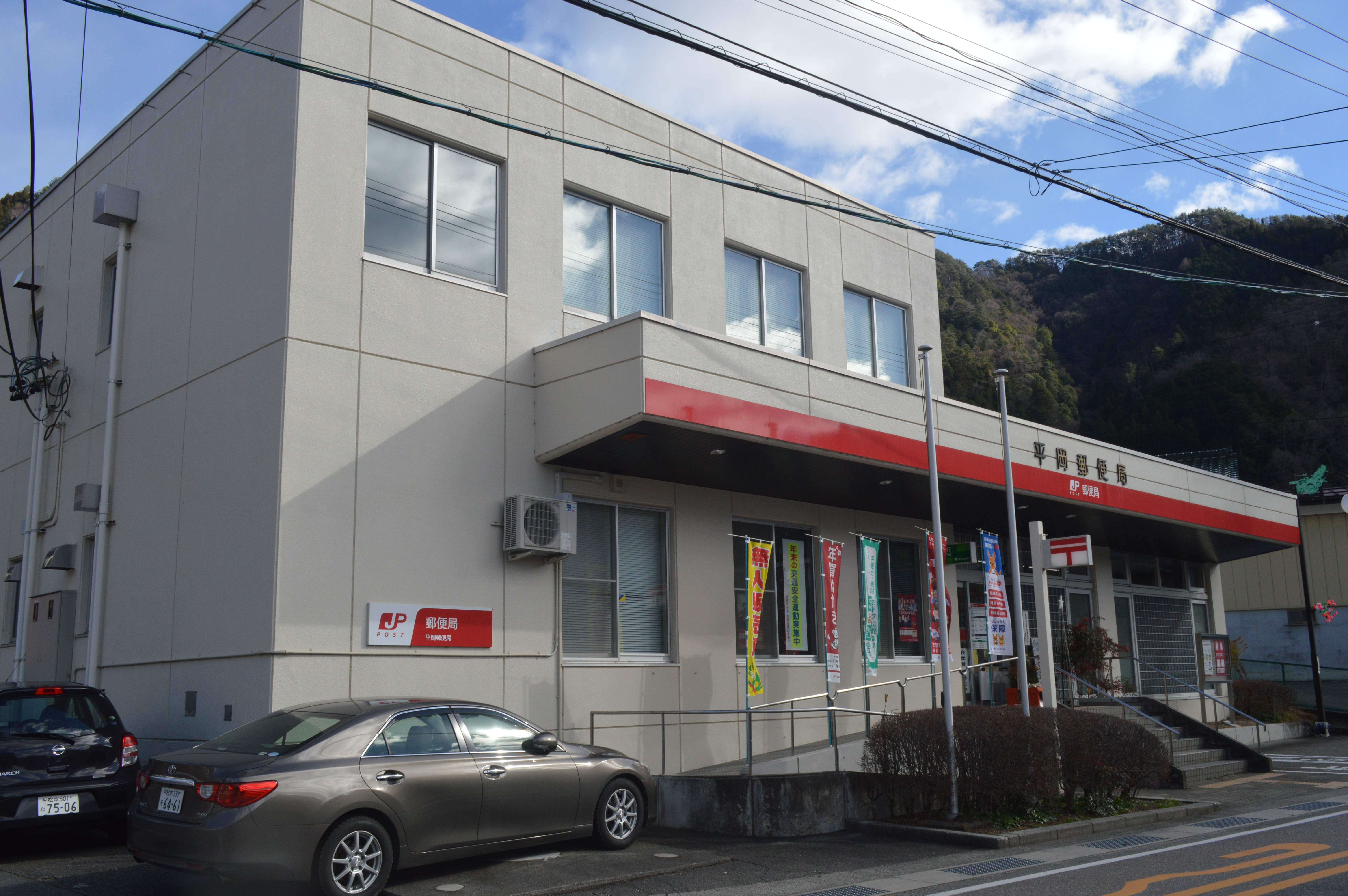
平岡郵便局

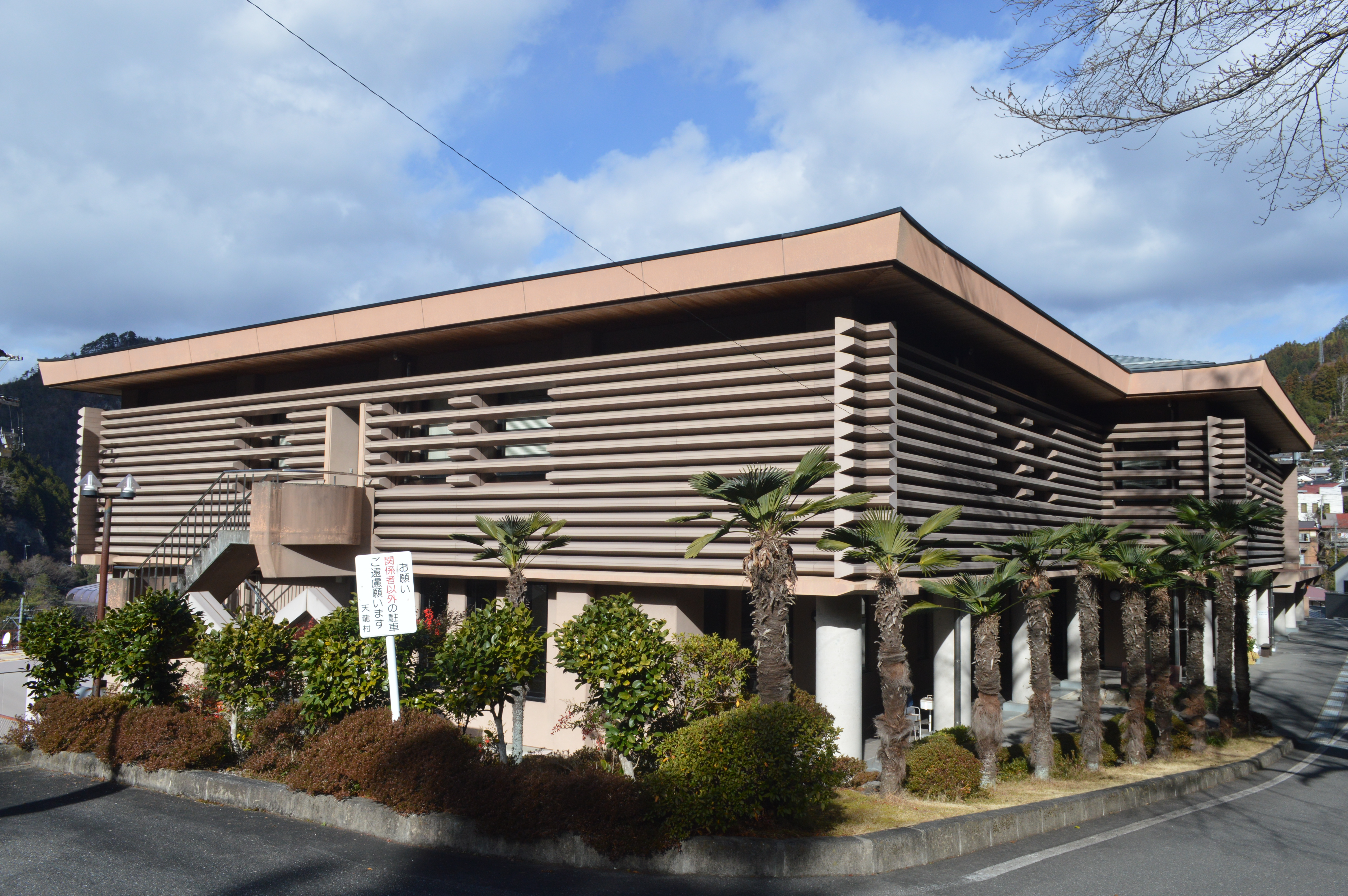
天龍村文化センターなんでも館

- 天龍村駐在所
- 飯田広域消防本部
- 天龍村診療所
- 神原郵便局
- 平岡郵便局
- 天龍村文化センターなんでも館
  - 天龍村図書館

## 教育

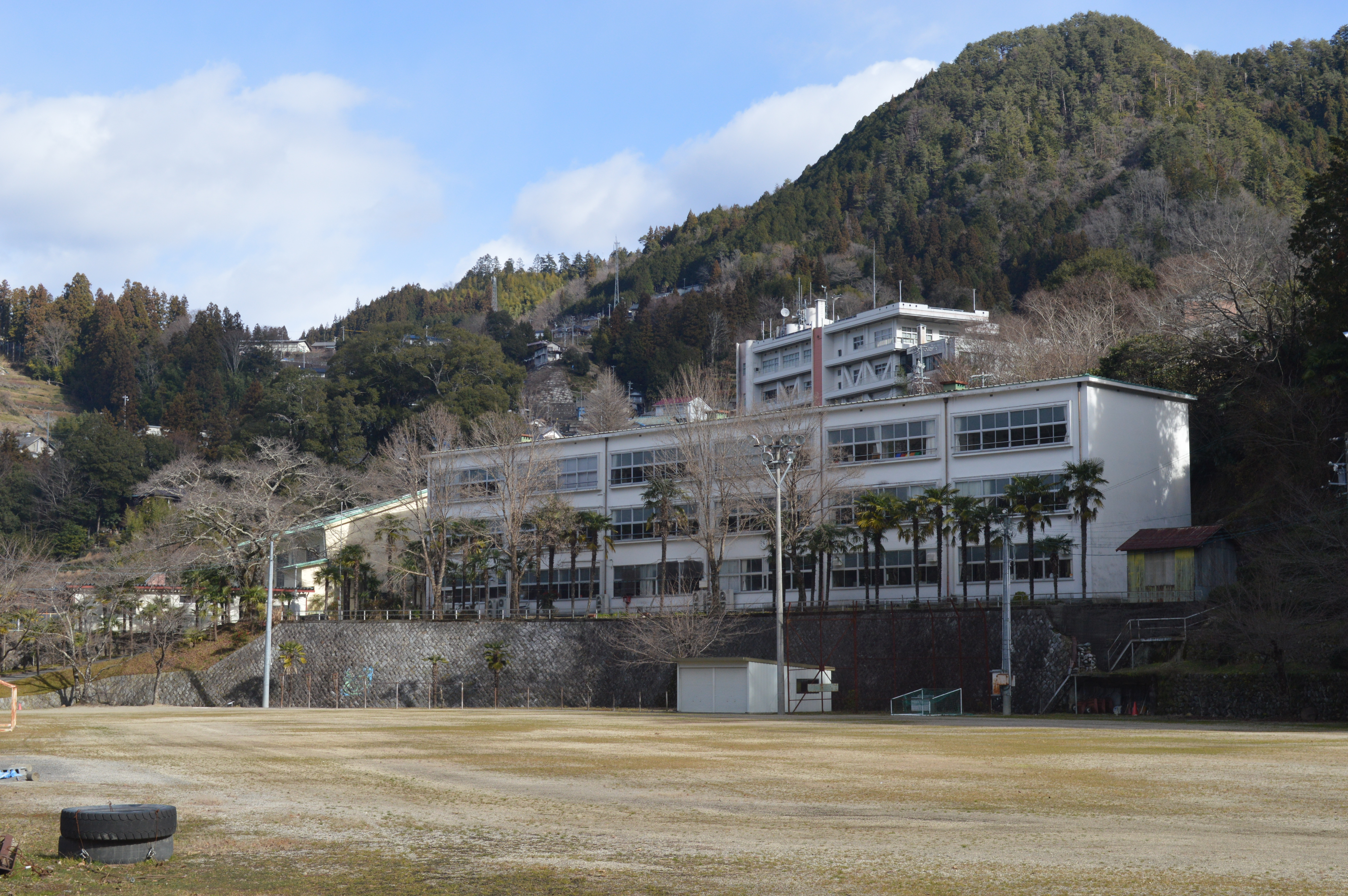
天龍村立天龍中学校

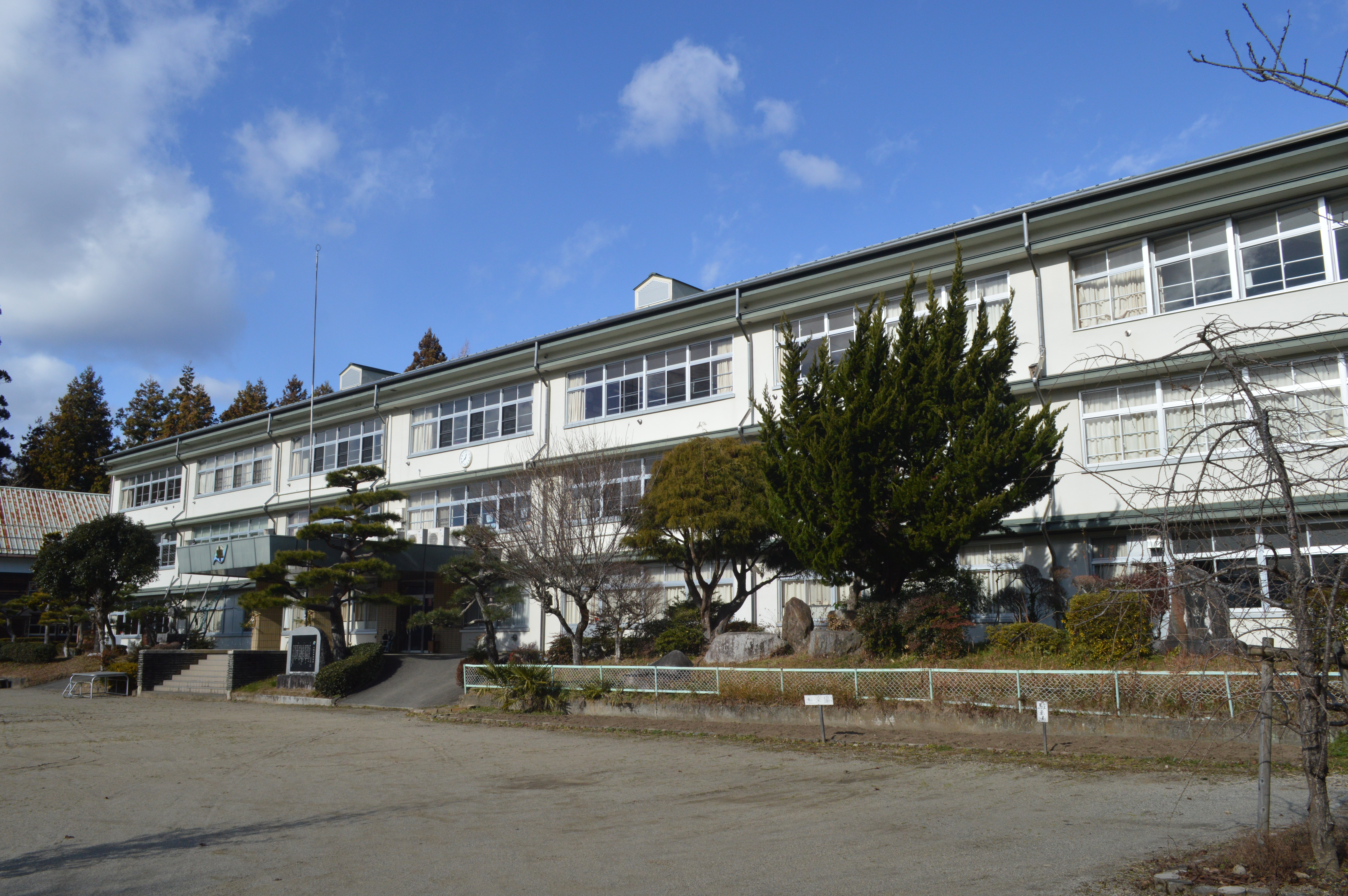
天龍村立天龍小学校

- 最寄りの公立高等学校は長野県阿南高等学校である。また、村内を飯田線が通っているため、隣の泰阜村と同様に飯田市内の高等学校へは他の村と比べて比較的通学しやすい。

### 高等学校
私立
- どんぐり向方学園天龍興譲高等学校（通信制）

### 中学校
村立
- 天龍村立天龍中学校

私立
- どんぐり向方学園向方中学校

### 小学校
村立
- 天龍村立天龍小学校

私立
- どんぐり向方学園向方小学校

## 交通

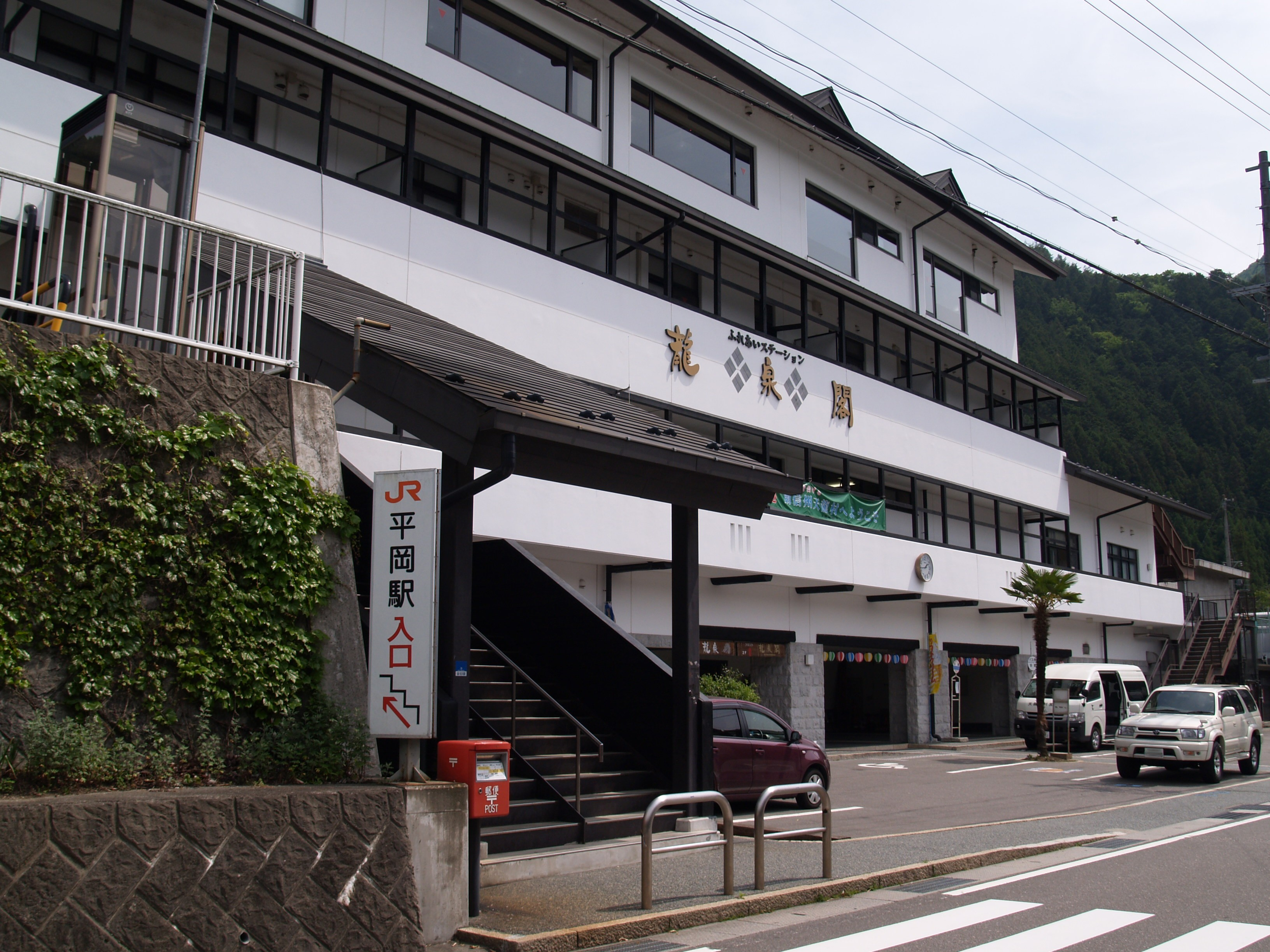
平岡駅

### 鉄道
東海旅客鉄道（JR東海）
- 飯田線：中井侍駅 - 伊那小沢駅 - 鶯巣駅 - 平岡駅 - 為栗駅

小さな村ではあるが、村内に飯田線の駅が5つある。村内には信号機が1つも設置されていない。

### バス

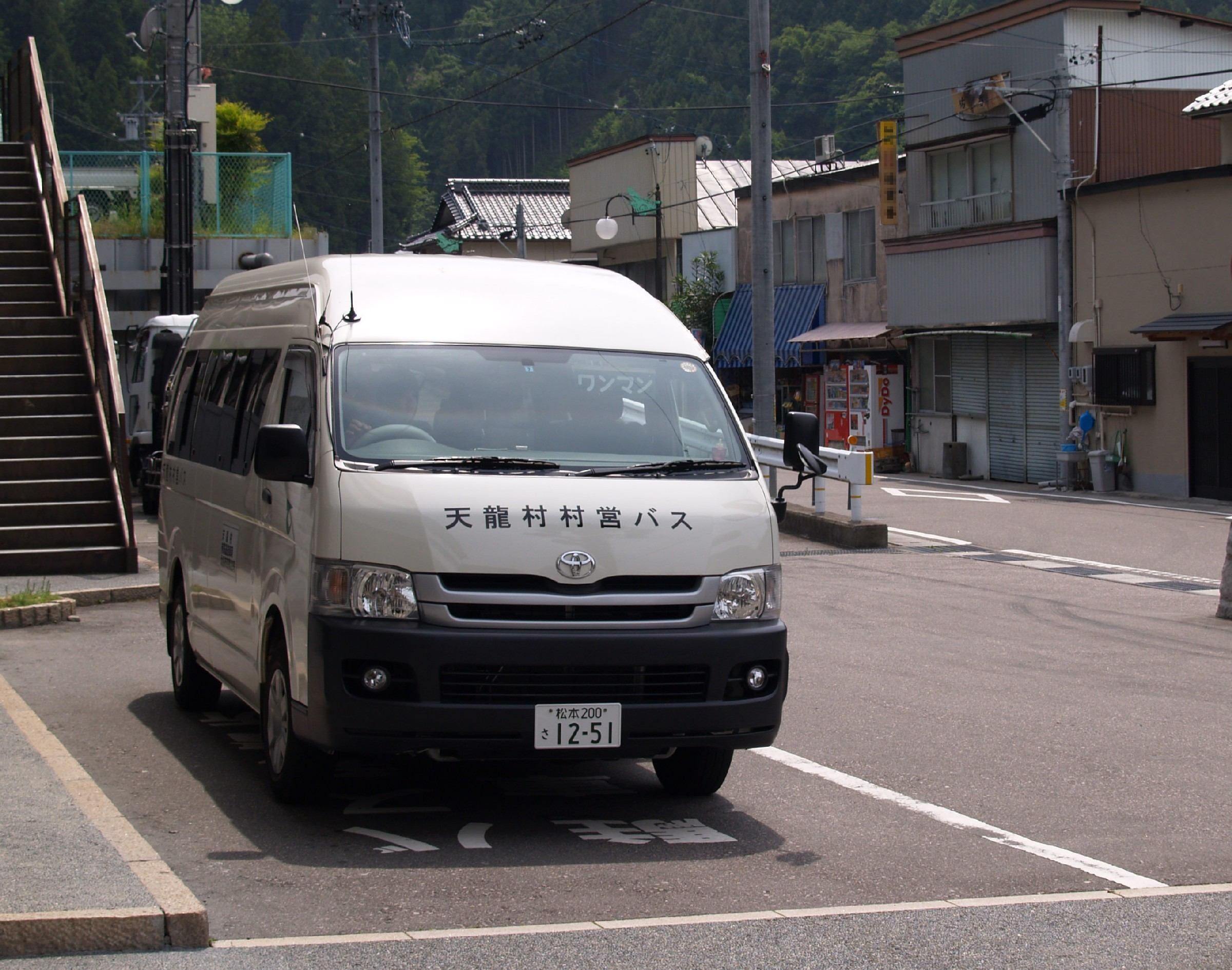
天龍村村営バス

路線バス
- 信南交通バス遠山郷線
- 村営バス「おきよめ号」[5]
  - 平岡郵便局 - 平岡駅 - 大河内

### 道路
国道
- 国道418号

県道
- 長野県道1号飯田富山佐久間線
- 長野県道430号為栗和合線
- 長野県道446号大河内中川原線

### ナンバープレート
南信州ナンバー
2025年5月7日以降、飯田市、下伊那郡各町村とともに、ご当地ナンバーである南信州ナンバーが割り当てられている。

## 名所・旧跡・観光スポット

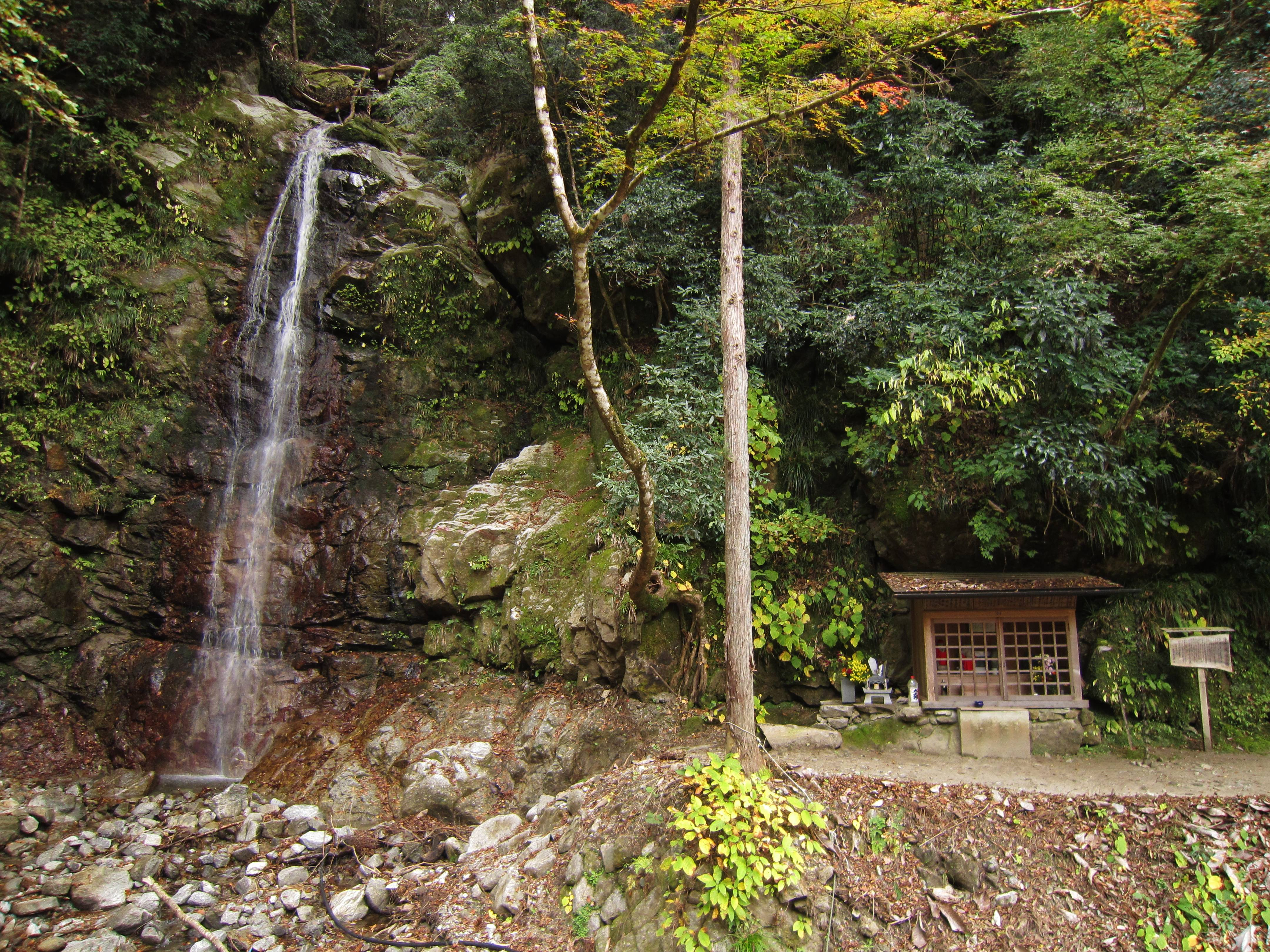
浄心の滝

### 名所・旧跡
- 自慶院
- 満島番所跡

### 観光スポット
- 天龍温泉おきよめの湯（日帰り温泉施設）
- 和知野川キャンプ場（キャンプ場）
- 大河内森林公園（キャンプ場）
- ふれあいステーション「龍泉閣」（平岡駅併設の宿泊・日帰り温泉施設。売店、レストラン、地産物販売ブース、地元PRスペースも併設）
- ニセンジ　パター＆マレットゴルフ場
- 羽衣崎

長野県道1号飯田富山佐久間線羽衣崎橋付近は、天竜奥三河国定公園内に位置し、平岡ダム湖、飯田線が臨める
- 伊那小沢駅のカンザクラ

長野県で一番早く開花する桜
- 平岡発電所構内のソメイヨシノ

長野県で一番早く開花するソメイヨシノ
- 浄心の滝（精神の滝）

## 文化

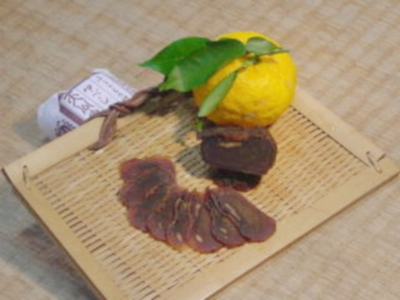
柚餅子

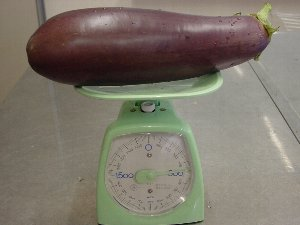
ていざなす

### 祭事・催事
- 天龍村の霜月神楽

1月に行われる国指定の重要無形民俗文化財
- 天龍梅花駅伝

2月に開催される駅伝大会
- 大河内シカオイ行事

旧暦3月に開催される豊作を祈願する祭り
国の選択無形民俗文化財
- ふるさと夏まつり

毎年8月15日に行われる夏祭り
- あけび狩り体験

9月中旬～10月上旬に開催されるあけびの収穫体験
- 満島神社秋祭り

10月に行われる天龍村指定民俗文化財
- 秋例祭（中井侍）

11月に行われる中井侍地区の祭り

### 特産品
主な特産品
- 柚餅子（ゆべし）
- ていざなす
- 中井侍銘茶
- 天龍栃のそば
- 小梅漬け（竜峡小梅）、手作り餅
- てんりゅう豆、味開味噌（あじかいみそ）
- ゆず果汁100％
- 玄米パン